# Shinkansen-Baureihe E2
Die Shinkansen-Baureihe E2 (jap. 新幹線E2系電車, Shinkansen E2-kei densha) ist ein japanischer Hochgeschwindigkeitszug, der zwischen 1995 und 2005 gebaut wurde und auf den Strecken Tōhoku- und Jōetsu-Shinkansen zum Einsatz kommt. Bis 2017 wurde er auch mit 8-Wagen-Garnituren auf der Hokuriku-Shinkansen betrieben. Die Fahrzeuge können mit 8 bzw. 10 Wagen gespannt werden. Die 10-Wagen Züge können außerdem noch mit der Shinkansen-Baureihe E3 gekoppelt werden.
Die Höchstgeschwindigkeit der E2 liegt bei 275 km/h, allerdings wird auf der Jōetsu-Shinkansen nur mit 240 km/h gefahren.

## Varianten

### 8-Wagen-N-Serie

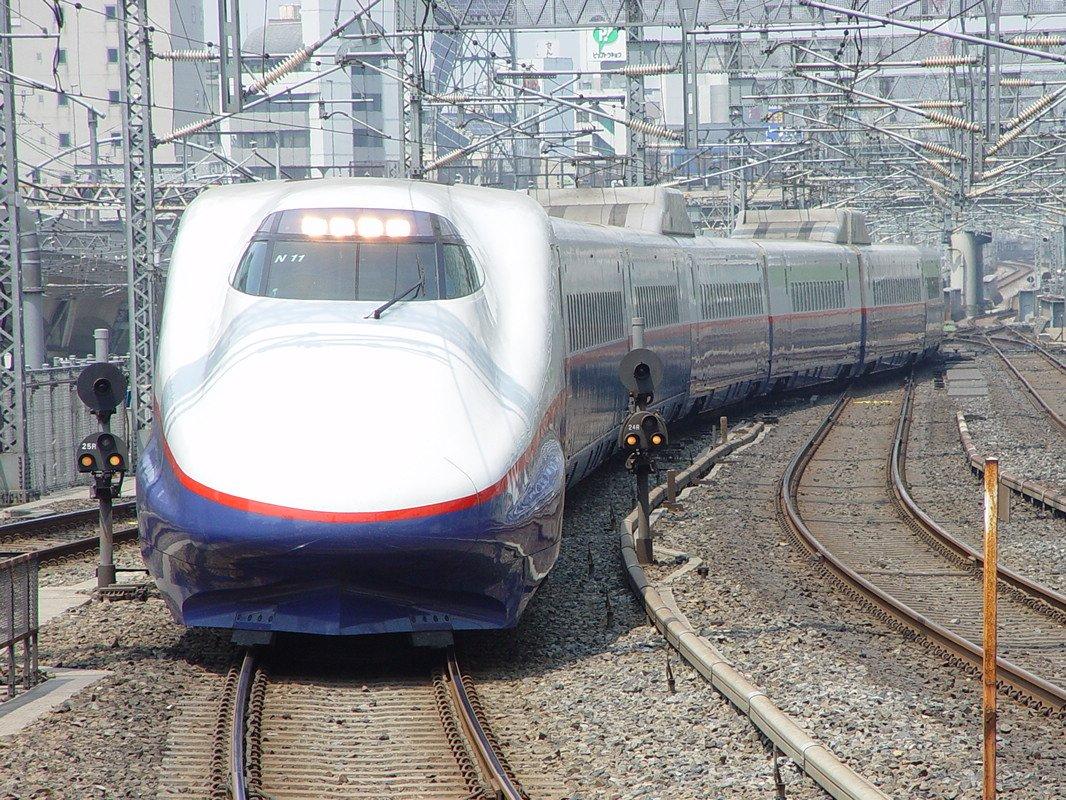
8-Wagen-Zug N11, Juni 2002

Die Flotte von 13 Fahrzeugen der N-Serie wurde für die neue Asama-Verbindung auf der Hokuriku-Shinkansen entwickelt. Die ersten Einheiten wurden zwischen März 1997 und September 1997 geliefert. Diese Züge waren sowohl für 50 Hz als auch für 60 Hz ausgelegt. Ab April 2014 wurde die N-Serie der Baureihe E2 gemeinsam mit der neuen Shinkansen-Baureihe E7 auf den Asama-Verbindungen eingesetzt. 2017 wurde die letzte Garnitur außer Dienst gestellt und die Baureihe E2 von der Hokuriku-Shinkansen abgezogen.
| Wagen Nr.          | 1    | 2        | 3    | 4        | 5        | 6        | 7    | 8    |
| ------------------ | ---- | -------- | ---- | -------- | -------- | -------- | ---- | ---- |
| Kennzeichnung      | T1c  | M2       | M1   | M2       | M1k      | M2       | M1s  | T2c  |
| Nummerierung       | E223 | E226-100 | E225 | E226-200 | E225-400 | E226-300 | E215 | E224 |
| Sitzplatzkapazität | 55   | 100      | 85   | 100      | 75       | 100      | 51   | 64   |

Wagen 4 und 6 waren mit PS205-Stromabnehmern ausgestattet.

#### Bestand
| Wagen Nummer | Lieferdatum       | Hersteller            | Ausmusterung       | Anmerkungen                                |
| ------------ | ----------------- | --------------------- | ------------------ | ------------------------------------------ |
| N1           | 6. Juni 1995      | -                     | 9. Juli 2014       | Vorserienfahrzeug S6                       |
| N2           | 25. März 1997     | Kawasaki HI           | 1. September 2014  |                                            |
| N3           | 16. April 1997    | Hitachi               | 1. Dezember 2014   |                                            |
| N4           | 25. April 1997    | Kawasaki HI           | 23. April 2014     |                                            |
| N5           | 14. Mai 1997      | Nippon Sharyo         | 1. Juni 2017       |                                            |
| N6           | 29. Mai 1997      | Hitachi               | 17. Juni 2014      |                                            |
| N7           | 13. Juni 1997     | Nippon Sharyo         | 25. Januar 2016    |                                            |
| N8           | 27. Juni 1997     | Kawasaki HI           | 26. Mai 2014       |                                            |
| N9           | 11. Juli 1997     | Hitachi               | 26. September 2014 |                                            |
| N10          | 25. Juli 1997     | Nippon Sharyo         | 17. Februar 2016   |                                            |
| N11          | 8. August 1997    | Hitachi               | 1. August 2014     |                                            |
| N12          | 25. August 1997   | Tokyu Car Corporation | 2. April 2014      |                                            |
| N13          | 5. September 1997 | Kawasaki HI           | 11. Mai 2017       |                                            |
| N21          | 14. April 1995    | -                     | 6. Januar 2015     | Vorserienfahrzeug S7, dann zunächst als J1 |

### 10-Wagen-J-Serie (E2'-Serie)

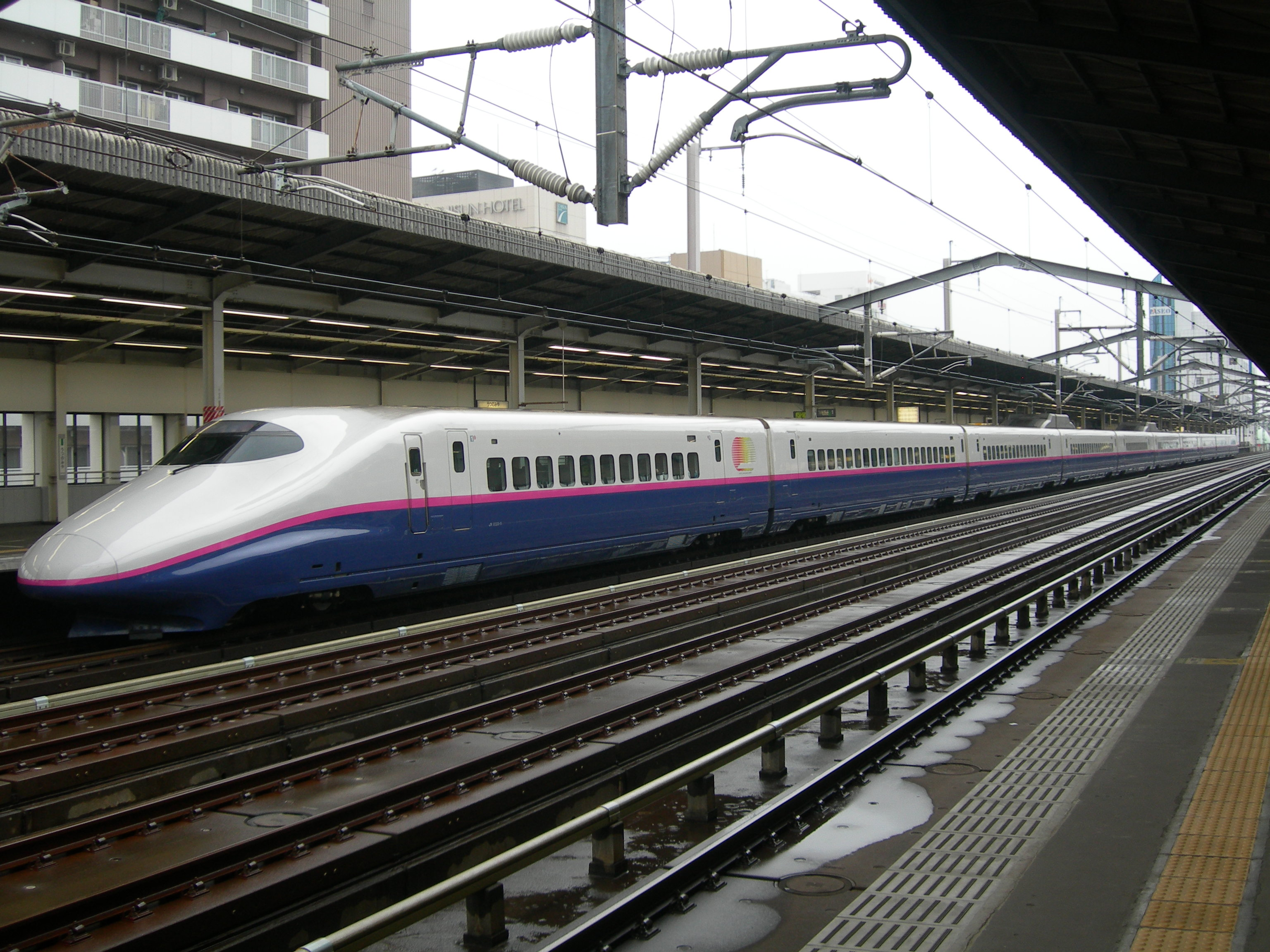
10 Wagen J Serie, September 2008

Die J-Serie wurde konstruiert, um zur Eröffnung der neuen Akita-Shinkansen in Traktion mit der Baureihe E3 zwischen Tokio und Morioka eingesetzt zu werden. Die Endwagen in Richtung Morioka verfügten dazu über eine Kupplung hinter einer automatisch zu öffnenden Bugklappe. Die Garnituren der J-Serie bestanden zunächst aus acht Wagen.
Wie auch die N-Serie waren diese Wagen sowohl für eine Stromversorgung mit 50 Hz als auch für 60 Hz ausgerüstet und wurden auch für die Hokuriku-Shinkansen eingesetzt, bevor die Serie auf zehn Wagen verlängert wurde. Vier J-Serien-Einheiten wurden im Oktober/November 1998 in die Jōetsu-Shinkansen integriert. Zwischen September und Dezember 2002 wurden alle J-Serien-Einheiten (ausgenommen J1) von acht auf zehn Wagen verlängert. Der ursprüngliche rote Streifen an der Seite wurde dabei durch einen magentafarbenen ersetzt. Im August 2019 wurde die letzte Garnitur ausgemustert.
| Wagen Nr.          | 1    | 2        | 3    | 4        | 5        | 6        | 7        | 8        | 9    | 10       |
| ------------------ | ---- | -------- | ---- | -------- | -------- | -------- | -------- | -------- | ---- | -------- |
| Kennzeichnung      | T1c  | M2       | M1   | M2       | M1k      | M2       | M1       | M2       | M1s  | T2c      |
| Nummerierung       | E223 | E226-100 | E225 | E226-200 | E225-400 | E226-300 | E225-100 | E226-400 | E215 | E224-100 |
| Sitzplatzkapazität | 55   | 100      | 85   | 100      | 75       | 100      | 85       | 100      | 51   | 64       |

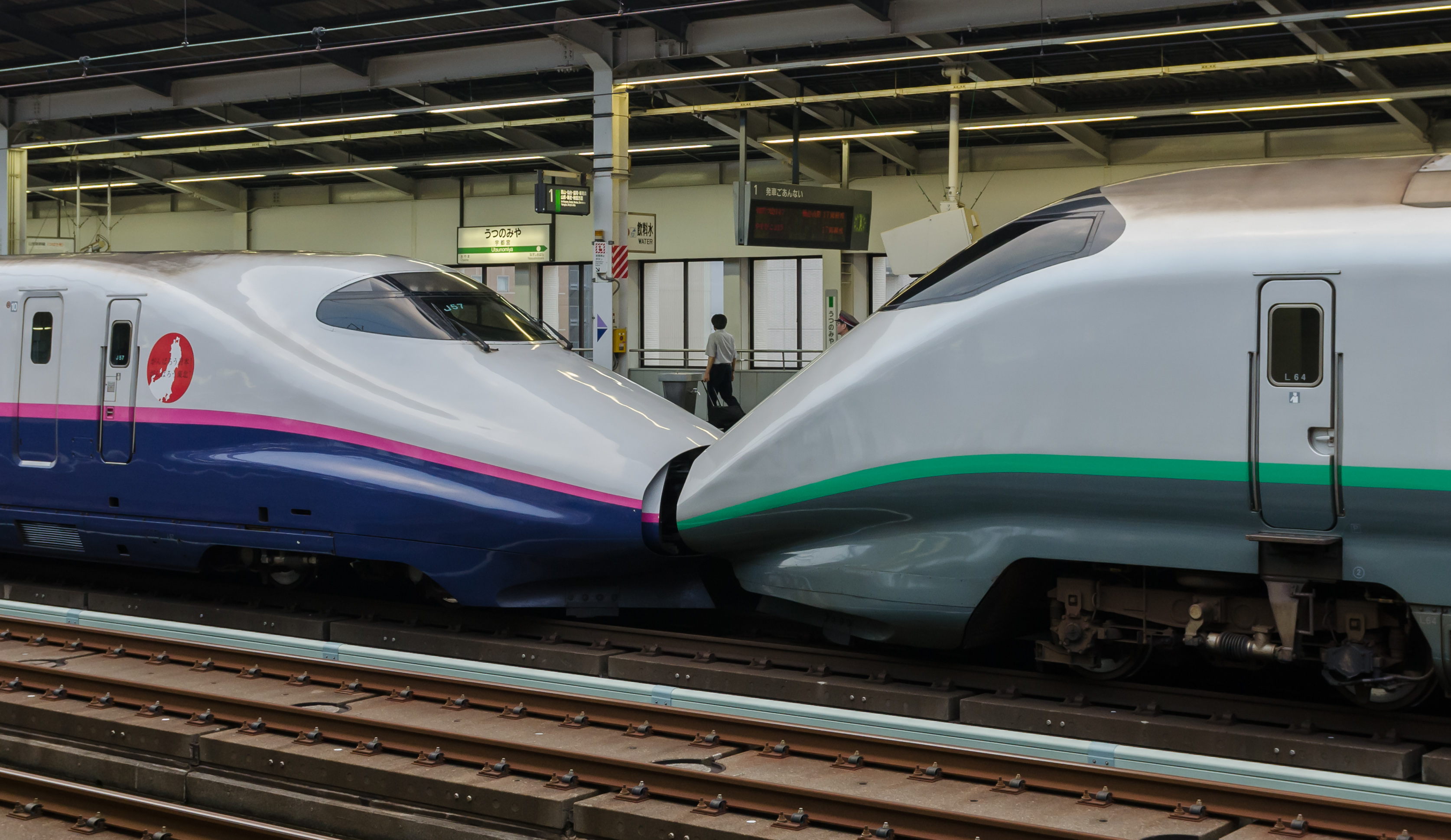
J-Serie der Baureihe E2 gekuppelt mit einem Zug der Baureihe E3

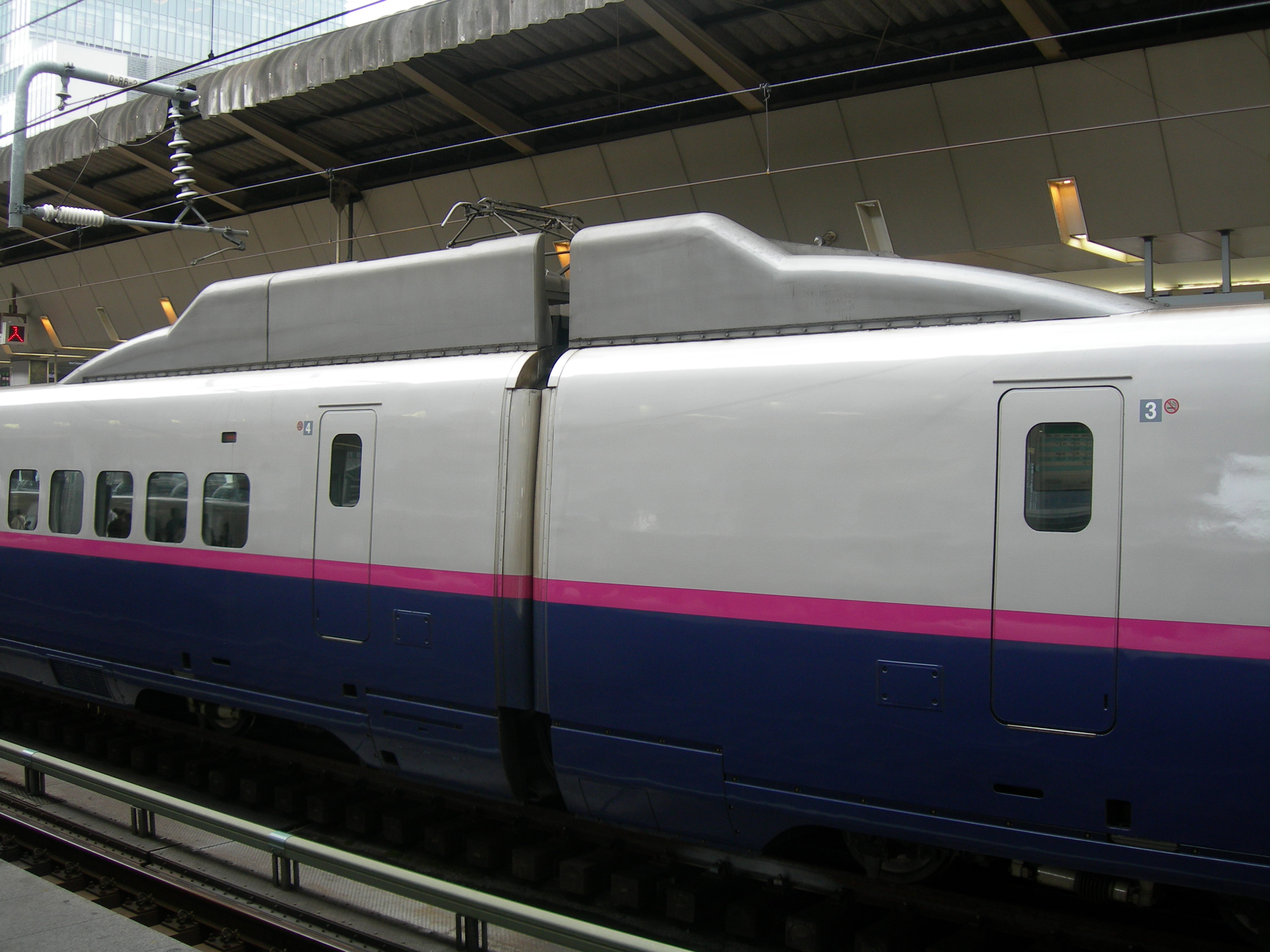
Stromabnehmer der J-Serie, Juli 2008

Die Wagen 4 und 6 waren mit PS205-Stromabnehmern ausgerüstet.

#### Bestand
| Wagennummer | Lieferdatum        | Hersteller    | Umrüstung auf 10 Wagen                                          | Ausmusterung     |
| ----------- | ------------------ | ------------- | --------------------------------------------------------------- | ---------------- |
| J1          | 14. April 1995     | -             | (Vorserienfahrzeug S7, im Oktober 2002 als N21 neu eingeordnet) | –                |
| J2          | 20. Dezember 1996  | Hitachi       | 19. Dezember 2002                                               | 2. Oktober 2013  |
| J3          | 24. Januar 1997    | Hitachi       | 24. Dezember 2002                                               | 30. Oktober 2013 |
| J4          | 12. Februar 1997   | Kawasaki HI   | 19. September 2002                                              | 8. Februar 2016  |
| J5          | 3. März 1997       | Nippon Sharyo | 29. Oktober 2002                                                | 12. Juni 2014    |
| J6          | 17. März 1997      | Nippon Sharyo | 3. November 2002                                                | 2. Mai 2014      |
| J7          | 5. Oktober 1998    | Nippon Sharyo | 16. November 2002                                               | 21. August 2017  |
| J8          | 20. Oktober 1998   | Hitachi       | 24. September 2002                                              | 31. Mai 2018     |
| J9          | 23. November 1998  | Nippon Sharyo | 14. September 2002                                              | 8. April 2016    |
| J10         | 17. Dezember 1998  | Kawasaki HI   | 14. Oktober 2002                                                | 18. Februar 2017 |
| J11         | 6. September 1999  | Nippon Sharyo | 21. November 2002                                               | 9. Januar 2019   |
| J12         | 17. September 1999 | Tokyu Car     | 29. September 2002                                              | 23. August 2019  |
| J13         | 5. Oktober 1999    | Hitachi       | 4. Oktober 2002                                                 | 27. April 2018   |
| J14         | 19. Oktober 1999   | Kawasaki HI   | 19. Oktober 2002                                                | 7. November 2018 |
| J15         | 5. November 1999   | Tokyu Car     | 24. Oktober 2002                                                | 17. Mai 2019     |

### 10-Wagen-E2-1000-Serie

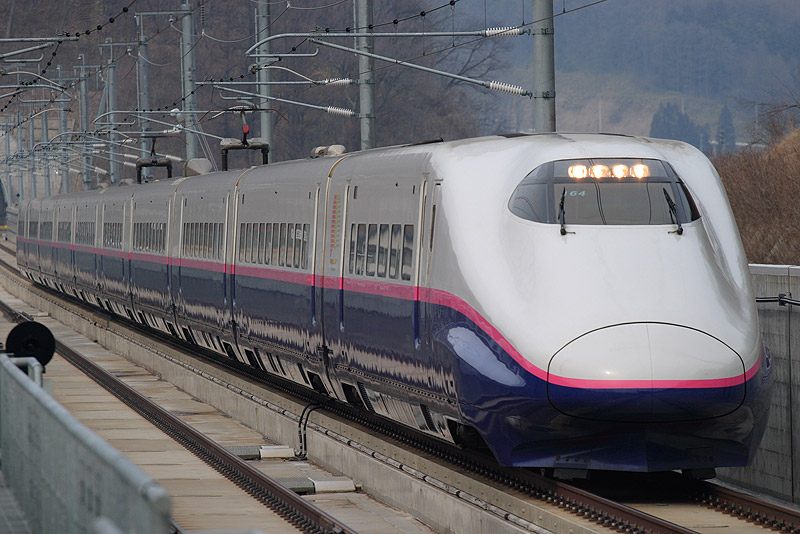
E2-1000 Serie im Bahnhof Iwate-Numakunai, März 2007

Der Prototyp der E2-1000-Subserie (Einheit J51) wurde im Dezember 2000 als 8-Wagengarnitur an das Depot in Sendai überstellt und im November 2001 nach einer Testphase in den regulären Liniendienst übernommen. Einheit J52 wurde bereits als 10-Wagengarnitur übernommen und von Juli 2002 bis Dezember 2002 auf der Tōhoku-Shinkansen eingesetzt. Insgesamt wurden 14 Einheiten termingerecht bis 2005 übergeben.
Die Züge der E2-1000-Serie ersetzten schrittweise seit Dezember 2002 die ins Alter gekommene Shinkansen-Baureihe 200 der JR East auf der neuen Hayate-Verbindung der Tōhoku-Shinkansen.
In der E2-1000-Serie wurden mehrere Designverbesserungen im Vergleich zu den früheren Serien umgesetzt. Die größte Änderung wurde an den Fenstern vorgenommen. Die kleinen Fenstern (welche in jeder Sitzreihe waren) wichen breiten, den E4-Reihe-Zügen ähnlichen Fenstern. Ein neuer Einholmstromabnehmer, der in seiner Form an eine Tragfläche erinnert, wurde verwendet, um die Lärmentwicklung zu reduzieren. Die Vorserieneinheit J51 wurde mit automatischen Kupplungen an beiden Enden ausgestattet. Des Weiteren wurden neue Schiebetüren für diese Einheiten verwendet. Während J51 noch in der alten Farbgebung wie frühere E2-Serie-Züge geliefert wurde, bekamen die Einheiten ab J52 bereits die neue Lackierung mit einem purpurroten Streifen.
Seit 2019 wird die Serie schrittweise auf der Jōetsu-Shinkansen durch die Baureihe E7 und auf der Tōhoku-Shinkansen durch die Baureihe E5 ersetzt.
| Wagen Nr.     | 1         | 2         | 3         | 4         | 5         | 6         | 7         | 8         | 9         | 10        |
| ------------- | --------- | --------- | --------- | --------- | --------- | --------- | --------- | --------- | --------- | --------- |
| Kennzeichnung | T1c       | M2        | M1        | M2        | M1k       | M2        | M1        | M2        | M1s       | T2c       |
| Nummerierung  | E223-1000 | E226-1100 | E225-1000 | E226-1200 | E225-1400 | E226-1300 | E225-1100 | E226-1400 | E215-1000 | E224-1100 |
| Sitzplätze    | 54        | 100       | 85        | 100       | 75        | 100       | 85        | 100       | 51        | 64        |

Die Wagen 4 und 6 sind mit PS207-Stromabnehmern ausgestattet.

#### Bestand
| Wagennummer | Lieferdatum        | Hersteller                                  | Ausmusterung  |
| ----------- | ------------------ | ------------------------------------------- | ------------- |
| J51         | 13. Januar 2001    | Hitachi/Kawasaki HI/Nippon Sharyo/Tokyu Car | 13. März 2019 |
| J52         | 17. Juli 2002      | Hitachi                                     |               |
| J53         | 5. August 2002     | Kawasaki HI                                 |               |
| J54         | 8. März 2003       | Kawasaki HI                                 |               |
| J55         | 7. November 2002   | Hitachi                                     |               |
| J56         | 23. November 2002  | Hitachi                                     |               |
| J57         | 4. Oktober 2003    | Nippon Sharyo                               |               |
| J58         | 11. September 2003 | Tokyu Car                                   |               |
| J59         | 21. Oktober 2003   | Tokyu Car                                   |               |
| J60         | 24. Dezember 2003  | Kawasaki HI                                 |               |
| J61         | 17. Januar 2004    | Nippon Sharyo                               |               |
| J62         | 2. Februar 2004    | Kawasaki HI                                 |               |
| J63         | 8. Dezember 2003   | Tokyu Car                                   |               |
| J64         | 11. Juni 2003      | Hitachi                                     |               |
| J65         | 10. März 2004      | Kawasaki HI                                 |               |
| J66         | 6. April 2005      | Nippon Sharyo                               |               |
| J67         | 7. Juni 2005       | Hitachi                                     |               |
| J68         | 10. Juli 2005      | Hitachi                                     |               |
| J69         | 5. Dezember 2005   | Kawasaki HI                                 |               |
| J70         | 19. Februar 2010   | Hitachi                                     |               |
| J71         | 11. März 2010      | Nippon Sharyo                               |               |
| J72         | 12. April 2010     | Hitachi                                     |               |
| J73         | 10. Mai 2010       | Kawasaki HI                                 |               |
| J74         | 7. Juni 2010       | Kawasaki HI                                 |               |
| J75         | 27. September 2010 | Nippon Sharyo                               |               |

## Einsatz

### Gegenwart
- Jōetsu-Shinkansen
  - Tanigawa-Verbindung
  - Toki-Verbindung
- Tōhoku-Shinkansen
  - Hayate-Verbindung
  - Yamabiko-Verbindung
  - Nasuno-Verbindung

### Vergangenheit
- Hokuriku-Shinkansen
  - Asama-Verbindung

## Ausstattung
2+3-Sitzplatz-Konfigurierung in der 2. Klasse mit einem Sitzabstand von 960 mm und 2+2-Sitzplatz-Konfigurierung in der Green Class mit einem Sitzabstand von 1160 mm.

## Testläufe
Ein Zug der E2-1000 Reihe (J56) brach im April 2003 den Geschwindigkeitsrekord (als ein im regulären Einsatz befindlicher Shinkansen, d. h. kein Testzug) bei Hochgeschwindigkeitstests auf dem Streckenabschnitt Urasa-Niigata der Jōetsu Shinkansen und erreichte 362 km/h.

## Exporte
China bestellte mehrere 250 km/h schnelle E2-1000 Einheiten, welche auf CRH2 umbenannt wurden. Damit ist der E2 nach dem 700T series der zweite exportierte Shinkansen. China orderte 60 Stück, die ersten 3 Einheiten wurden in Japan im Zeitraum 2001–2003, weitere 6 Einheiten wurden in Japan vorgefertigt und von Sifang Locomotive and Rolling Stock in China endmontiert. Die verbleibenden 51 Einheiten wurden direkt von Sifang in China gebaut.
Ebenfalls ist ein Joint-Venture-Programm für weitere 140 Züge in Planung.

## Referenzen
- JR全車両ハンドブック2006 (JR Rolling Stock Handbook 2006). Neko Publishing, Japan 2006.
- Peter Semmens: High Speed in Japan: Shinkansen - The World's Busiest High-speed Railway. Platform 5 Publishing, Sheffield, UK 1997, ISBN 1-872524-88-5.